# ドレスデン条約
ドレスデン条約（独: Frieden von Dresden）は、1745年12月25日に締結されたオーストリア継承戦争における講和条約である。
プロイセンと、オーストリアおよびザクセンとの間に結ばれたもので、この条約によって第二次シュレージエン戦争は終結した。

## 締結
ケッセルスドルフの戦いで勝利したプロイセン軍はドレスデンを占領し、18日にはフリードリヒ大王もドレスデン入りした。
かねてよりイギリスが熱心に仲介して両国間の講和を成立させようとしていたが、ザクセンが戦争継続不可能であることを知ったマリア・テレジアもついに講和受け入れを決意し、ドレスデンに派遣したフリードリヒ・アウグスト・フォン・ハラハに大王との折衝を命じた。

## 内容
条約の内容は具体的には以下のような内容であった。
- プロイセン、オーストリア、ザクセンの3か国は相互に戦争を終結させる。
- オーストリアは1742年のブレスラウ条約を改めて承認する。
- ザクセンはプロイセンに100万ターラーの賠償金を支払う。
- プロイセンはフランツ1世の神聖ローマ皇帝即位を承認する。

## 参考資料
- S.フィッシャー＝ファビアン 著＼尾崎賢治 訳『人はいかにして王となるか』Ⅰ、Ⅱ（日本工業新聞社、1981年）
- 林健太郎、堀米雇三 編『世界の戦史6 ルイ十四世とフリードリヒ大王』（人物往来社、1966年）
- アン・ティツィア・ライティヒ 著＼江村洋 訳『女帝マリア・テレジア』（谷沢書房、1984年）
- Thomas Carlyle PEACE OF DRESDEN: FRIEDRICH DOES MARCH HOME
- de:Frieden von Dresden (09:35, 13. Mär. 2009 UTC)